# Dayah Syarif
Dayah Syarif is een bestuurslaag in het regentschap Pidie van de provincie Atjeh, Indonesië. Dayah Syarif telt 682 inwoners (volkstelling 2010).